# Памятная медаль Верденской битвы
Па́мятная меда́ль Верде́нской би́твы (фр. médaille commémorative de la bataille de Verdun; в русскоязычных источниках встречается также именование Меда́ль «За Верден») — неофициальная медаль, учреждённая городским советом французского города Вердена для награждения участников Верденской битвы Первой мировой войны.

## История
В разгар Верденской битвы, одной из самых продолжительных и кровопролитных битв Первой мировой войны, городской совет французского города Вердена, находившийся в тот момент в эвакуации в Париже, учредил медаль для награждения участников этой битвы. В положении об учреждении медали, в частности, говорилось, что она должна вручаться
полководцам, офицерам, солдатам и всем — героям и беззвестным, живым или погибшим…Оригинальный текст (фр.)aux grands Chefs, aux Officiers, aux Soldats, à tous, héros ou anonymes, vivants et morts…
26 апреля 1922 года городским советом Вердена была уточнена формулировка — медаль должна была вручаться
бойцам французских армий и союзникам, проходившим службу между 31 июля 1914 года и 11 ноября 1918 года в Верденской армии в секторе между Аргоннским лесом и мешком Сен-Мийель, в зоне, подверженной артиллерийскому обстрелу (за исключением подверженному авиационным бомбардировкам)Оригинальный текст (фр.)combattants des armées françaises et alliées qui se sont trouvées en service commandé entre le 31 juillet 1914 et le 11 novembre 1918 dans l’Armée de Verdun, secteur compris entre l’Argonne et la hernie de Saint-Mihiel, dans la zone soumise au bombardement par canon (bombardement par avion exclu)
Тем же решением была создана «Золотая книга», которая находится в здании городского совета, и в которую вписываются все награждённые медалью. 
Несмотря на свой неофициальный статус, Памятная медаль Верденской битвы является одной из самых почётных боевых наград Франции. 

## Описание
- Медаль: выполнена из бронзы и имеет диаметр 27 мм[1]. На аверсе изображена голова солдата в каске Адриана в профиль с саблей в руке. Над ним девиз: «On ne passe pas» (с фр. — «Они не пройдут») и подпись «Vernier». На реверсе изображение верденской городской башни Порт-Шоссе[фр.], над которой надпись «Verdun», по кругу пальмовые ветви, внизу дата — 21 февраля 1916 (начало битвы)[2].
- Лента: красная лента с тремя узкими вертикальными полосами цветов французского триколора с каждого края (синяя, белая, красная)[2].

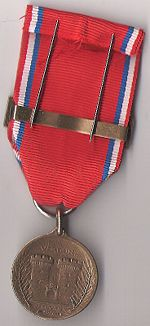
Реверс медали
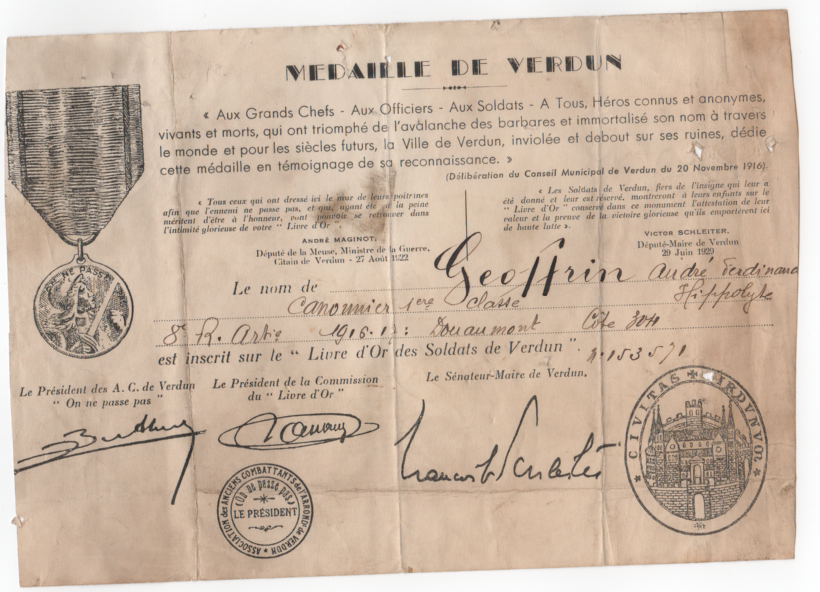
Диплом о награждении медалью